# سپتزانو آلبانزه
سپتزانو آلبانزه (به ایتالیایی: Spezzano Albanese) یک کومونه در ایتالیا است که در استان کزنتزا واقع شده‌است. سپتزانو آلبانزه ۳۳ کیلومتر مربع مساحت و ۷٬۲۱۷ نفر جمعیت دارد و ۳۲۰ متر بالاتر از سطح دریا واقع شده‌است.